# کریستین تاوانتی
کریستین تاوانتی (انگلیسی: Christian Tavanti؛ زادهٔ ۱۹ مهٔ ۱۹۹۵) بازیکن فوتبال است.
وی همچنین در تیم‌های ملی فوتبال زیر ۱۷ سال ایتالیا و زیر ۱۸ سال ایتالیا بازی کرده‌است.